# فيرا زفوناريفا
'فيرا إيغورفنا زفوناريفا ((بالروسية: vʲɛrə zvənɐ'rʲɔvə)‏
، ولدت في 7 سبتمبر 1984) لاعبة تنس روسية محترفة. بدأت لعب التنس في سن السادسة وأصبحت محترفة في سنة 2000. أعلى تصنيف لها هو المركز 5 وتصنيفها الحالي هو المركز 8، فازت بعشرة بطولات تنس نسائية فردية وكانت الوصيفة في بطولة ويمبلدون 2010، بطولة رابطة محترفات التني 2008، وبطولة أمريكا المفتوحة 2010. وحصلت على الميدالية البرونزية في أولمبياد بكين 2008.

## روابط إضافية
- Official website
- على موقع رابطة محترفات كرة المضرب

## روابط خارجية
- فيرا زفوناريفا على موقع IMDb (الإنجليزية)
- فيرا زفوناريفا على موقع قاعدة بيانات الفيلم (الإنجليزية)
- فيرا زفوناريفا على موقع رابطة محترفات التنس (الإنجليزية)
- فيرا زفوناريفا على موقع الاتحاد الدولي لكرة المضرب (الإنجليزية)
- فيرا زفوناريفا على موقع كأس بيلي جين كينغ (الإنجليزية)
- فيرا زفوناريفا على موقع بطولة ويمبلدون (الإنجليزية)
- فيرا زفوناريفا على موقع خلاصة التنس.كوم (الإنجليزية)
- فيرا زفوناريفا على موقع إي إس بي إن.كوم (الإنجليزية)
- فيرا زفوناريفا على موقع اللجنة الأولمبية الدولية (الإنجليزية)
- فيرا زفوناريفا على موقع أوليمبيديا (الإنجليزية)